# Kepler-11 f
Kepler-11 f — экзопланета в созвездии Лебедь, открытая телескопом «Кеплер»; газовый карлик.

## Характеристика
Если состав и строение внутренних планет в системе Kepler-11 ещё может быть объяснено в рамках существующих моделей, то планета Kepler-11 f ставит исследователей в тупик. Её масса оценивается всего в 0,0072+0,0069
−0,0038 масс Юпитера (2,3+2,2
−1,2 масс Земли), при этом радиус достигает величины 0,2335 ± 0,0224 радиусов Юпитера (2,61 ± 0,25 радиусов Земли), что приводит к средней плотности 0,7+0,7
−0,4 г/см3. Эта плотность уникально мала для столь маломассивной планеты. Согласно теоретическим моделям, не менее 10 % массы этой планеты должно приходиться на водородно-гелиевую атмосферу. Остаётся неясным, как Kepler-11 f при своей малой массе смогла аккумулировать столько водорода. Она расположена на расстоянии 0,25 ± 0,009 а. е. от звезды и делает вокруг неё один оборот за 46,68876 ± 0,00074 земных суток.